# Колхидо-иберийский стиль плавания
Колхидо-иберийский стиль плавания, также Грузинский стиль — вид плавания. В этом виде движение конечностей человека не используется, поэтому он может считаться нетрадиционным стилем передвижения (по учебникам, понятие плавание означает способность человека удерживаться на месте или передвигаться в воде с помощью конечностей). Передвижение осуществляется дельфинообразными движениями таза и плотно прижатыми друг к другу ногами, Особенно активно участвует таз, активными помощниками являются и ноги, особенно с точки зрения сохранения равновесия, а руки в движении вообще не участвуют.

## История, описание

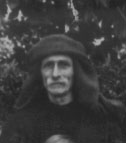
Леван Курсуа 1887—1969

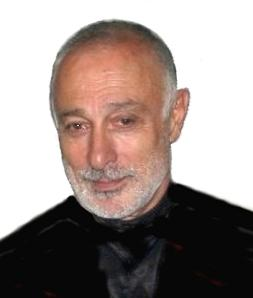
Генри Купрашвили р. 1946

Этот принцип плавания лежит в основе нескольких разновидностей грузинского плавания, в том числе: «Лазури» (Волный колхури) (колхидский), «Ибериули» (иберийский) (спортивные стили), «Колхури со связанными руками и ногами» (военно-тренировочный стиль), «Абхазури» (абхазский), «Окрибула», «Тахвиа» (тренировочные стили) и частично «Кизикури», «Хашурули». Более традиционные движения конечностей ограничены или запрещены, а движение вперед осуществляется за счет дельфиноподобных волнистых движений бедер и пар стоп. Эти стили имитируют движения млекопитающих, таких как тюлени, дельфины, морские львы, киты и бобры, которые в процессе эволюции приспособились к воде, что позволяет им достичь оптимальной плавательной способности.
Известный марафонский пловец Генри Купрашвили в древнегрузинском военно-тренировочном стиле связанный в четырёх местах по рукам и ногам («Колхури со связанными руками и ногами»), первым в истории человечества переплыл пролив Дарданеллы от Эджеабата до Кепеза, или из Европы в Азию, проплыв 12 километров за 3 часа и 15 минут.
В начале 60-х годов XX века, житель приморского села Эргета, (Анаклия) (Зугдидский р-н) — мингрельский старец Леван Курсуа (1887—1969 гг.) рассказывал грузинскую легенду, о том что, в древнейшие времена в Колхиде и Иберии для подготовки воинов использовали плавание со связанными руками и ногами.
На первый взгляд такой способ плавания некоторым может показаться слишком причудливым, но в действительности он основывается на более глубоком осознании психологических основ воспитания и формирования воина. Известно, что у человека, оказавшегося перед водной стихией со связанными руками и ногами, инстинктивно возникает животный страх перед смертью.

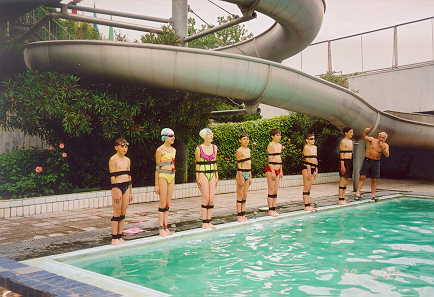
Группа пловцов, связанных в районе локтей, пояса, коленей и щиколоток, готова к заплыву грузинским стилем.

Плавание со связанными руками и ногами (когда плотно прижаты друг к другу ноги и плотно прилегают к телу руки) преследовало две цели: первая — психологическая подготовка воина и усиление его боевого духа. Если человек преодолеет природный страх перед водной стихией и даже связанный по рукам и ногам одолеет его (победит этот вечно сопутствующий подавляющий человека синдром), то ясно, что из него получится храбрый боец. И в каком положении ни оказался бы воин, с психологической точки зрения, он легко преодолеет любые препятствия. Вторая — в случае попадания в плен, если бы появился шанс (например, попав с корабля или берега в воду, и т. д.), то даже со связанными руками и ногами мог оказаться на свободе.

### «Колхури со связанными руками и ногами»
Процесс плавания такой же, как и в вольном стиле, с той лишь разницей, что руки крепятся к туловищу выше локтей и у запястий, а ноги связываются в коленях и лодыжках широкими ремнями (ремни  безопасности из легковых автомобилей).

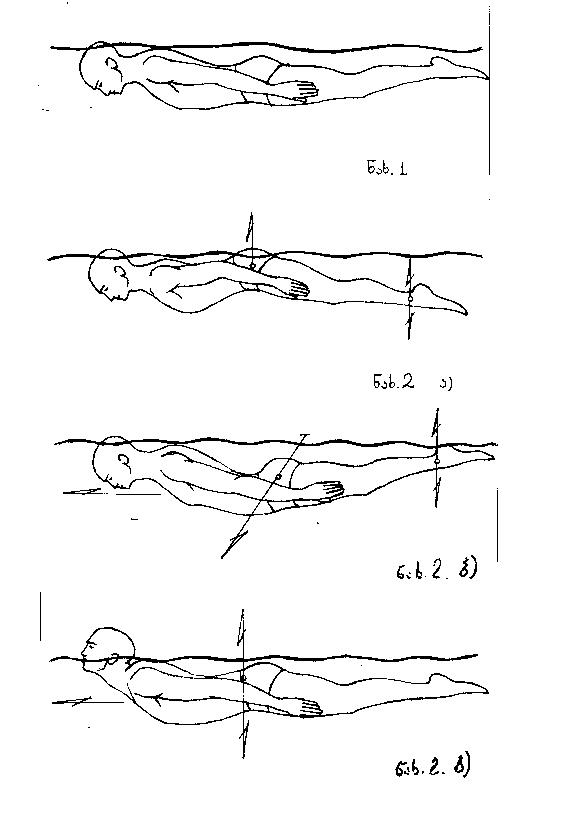
Стиль "Колхури"

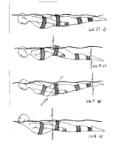
Стиль "Колхури" со связанными руками и ногами

### "Абхазури"
Лежа на боку в воде в свободном  положении, голова повернута к правому плечу так, чтобы лицо оказалось над водой для облегчения дыхания. Движения выполняются как хвост рыбы (в отличие от хвоста дельфина) с парными ногами и тазом.

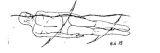
Стиль "Абхазури"

### "Окрибула"
В позе бобра, но руки вытянуты вперед, ладони сведены вместе, пальцы слегка приподняты над водой. В этом положении движения бобра завершаются.

### "Иберийский"
Положение тела – вытянутое тело находится почти у поверхности воды, прямые ноги соединены вместе, руки вытянуты вперед, ладони сложены вместе, пальцы слегка приподняты над водой, голова опущена в воду между руки, лицом вниз. Такое состояние соответствует моменту скольжения и условно может рассматриваться как начальное состояние. В этом положении выполняются свободные движения колхури (дыхание, движения тазом и согнутыми, выпрямленными ногами).

### "Бобр"

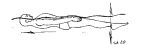
Стиль "Бобр"

Он лежит на спине в воде в свободной позе Колхури. Движения выполняются в основном со скрещенными ногами маятниковым движением вверх-вниз, как бы для резкого удара ногой по мячу снизу.

### "Хашурули"
Голова, туловище и руки в свободной позе Колхури. Дыхание выполняется как при плавании вольным стилем. Только ноги используются для выполнения интенсивных движений в манере латуни.

### "Кизикури"
Голова, туловище и руки в свободной позе Колхури. Дыхание осуществляется как при плавании кролем, так и вольным стилем. Интенсивное движение выполняется только ногами.

## Видео
- НТВ Новости
- 30.08.2007. традиционный групповой переплыв Тбилисского моря стилем Колхури
- CNN-05.11.2002
- CNN-17.02.2001
- REUTERS 2007
- Georgian Records Federation - Ana Lominadze's world record (CNN YouTube.
- Competition in Georgian sport style of swimming «Free Kolkhuri» (Lazuri) 2010